# 彼得 (人名)
彼得是西方常見男性名字，其源于希腊语πέτρος  (petros)，意为石头或岩石，演变为拉丁语petra。
根据《新约》，耶稣给圣彼得（本名西门，希腊语：Σίμων）取名Kephas（或Cephas），在亚拉姆语中意思是磐石。圣彼得依照古代传统，成为罗马第一位主教。罗马天主教认为他是第一位教宗，以后所有教宗均是其继任者，因此有时称教宗为彼得。

## 各语言中的形式
- 南非语：Pieter, Petrus
- 阿尔巴尼亚语：Petro, Pjetër, Pjetri
- 阿姆哈拉语：ጴጥሮስ ("Ṗeṭros")
- 阿拉伯语：بطرس (Buṭrus)
- 阿拉贡语：Pietro, Pero, Piero, Pier.
- 阿塞拜疆语：Pyotr
- 亚美尼亚语：Պետրոս (Bedros in Western dialect, Petros in Eastern dialect)
- 阿斯图里亚斯语：Pedru
- 巴斯克语：Peru, Pello (diminutive), Pedro, Piarres, Petri (Biblical), Kepa (neologism)
- 白俄罗斯语：Пётр (Piotr), Пятро (Piatro), Пятрусь (Piatruś)
- 布列塔尼语：Pêr
- 保加利亚语：Петър (Petər), Пере, Перо (Pere, Pero), Петьо, Петю (Petyo, Petyu), Пеньо, Пеню, Пенко (Penyo, Penyu, Penko), Пельо, Пелю, Пелко (Pelyo, Pelyu, Pelko), Пешо (Pesho); Камен (Kamen) ("kamen, kamək" in Bulgarian means: stone)
- 加泰罗尼亚语：Pere
- 宿霧語：Pedro
- 汉语：
  - 新教：彼得 (Bǐdé)
  - 天主教：伯多祿 (Bóduōlù)
- 康瓦爾語：Peder
- 克罗地亚语：Petar, Pero
- 捷克语：Petr
- 丹麦语：Peter, Peder, Per, Peer, Pelle
- 荷兰语：Pieter, Peter （注：也写作Peer，尽管不太常见。《圣经》中彼得被译为"Petrus"）
- 英语：Peter
- 艾米利亞-羅馬涅語：Pèdar
- 世界语：Petro
- 爱沙尼亚语：Peeter, Peep, Peetrus
- 法罗语：Pætur, Petur, Per
- 弗里西语：Piter, Pier
- 芬兰语：Pietari, Pekka, Petri, Petteri
- 法语：Pierre （注：法语中石头一词也是"pierre"）
- 加利西亞語：Pedro
- 格鲁吉亚语：პეტრე (Petre)
- 德语：Peter （注：也写作Peer，尽管不太常见。《圣经》中彼得被译为"Petrus"）
- 希腊语：Πέτρος (Petros)
- 古吉拉特语：પીટર (Pīṭara)
- 海地克里奧爾語：Pyè（音），该名拼写为"Pierre"，读音为"pyè"，也指“石头”
- 豪萨语：Bitrus
- 印地语：Pathrus, पीटर (Pīṭara)
- 希伯来语：פטרוס (Petros), פיטר (意为Peter)
- 匈牙利语：Péter; Petya, Peti (diminutive)
- 冰岛语：Pétur, Pési (diminutive)
- 印尼语：Petrus
- 爱尔兰语：Peadar, Piaras
- 意大利语：Pietro, Piero (Note: the word for stone in Italian is "pietra")
- 高棉语：Pathra
- 朝鲜语：베드로 (Bedeuro; or, less commonly, 페트루스; Peteuruseu), 피터 (Piteo)
- 日语：
  - 新教：ピーター (Pītā)
  - 天主教:ペトロ (Petoro), ペテロ (Petero),
  - 《圣经》中用法：ペトロス (Petorosu)
- 孔卡尼语：Pedru
- 老挝语：ເປໂຕ (Peot)
- 拉丁语：Petrus
- 拉脱维亚语：Pēteris
- 立陶宛语：Petras
- 倫巴底語：Peder
- 低地德语：Petrus
- 卢森堡语：Pit, Pier
- 马其顿语：Петар (Petar), Питер (Piter), Петре (Petre), Перо (Pero), Пере (Pere), Перица (Perica)
- 马拉雅拉姆语：പത്രോസ് (Patrōs), പീരി("Peeri", from Pierre)
- 马耳他语：Pietru
- 曼島語：Peddyr
- 毛利语：Petera, Pita
- 马拉地语：Pedro
- 蒙古语：Петр (Pyetr)
- 尼泊尔语：पत्रुस (Patrusa)
- 諾曼語：Pierre
- 北萨米语：Piera, Biera, Bierril, Bierža
- 挪威语：Peter, Petter, Per, Pelle, Peder
- 納瓦特爾語：Pedro
- 奥克语：Pèire, Pèir, Pèr
- 波斯语：پیتر (piter)
- 波兰语：Piotr. Diminutives/hypocoristics include Piotrek, Piotruś, and Piotrunio. Piotr has several name days in Poland.
- 葡萄牙语：Pedro, Pêro (old Portuguese)
- 旁遮普語：ਪਤਰਸਨੂੰ (Patarasanū)
- 克丘亞語：Pidru
- 罗马尼亚语：Petru, Petre, Petrică (diminutive), Petrișor (diminutive)
- 俄语：Пётр (Pyotr), Петя (Petya) (diminutive), Питер (Piter)
- 薩摩亞語：Petelo
- 薩丁尼亞語：Pedru, Perdu, Pretu
- 苏格兰盖尔语：Petar, Pater
- 塞尔维亚语：Петар (Petar), Перо (Pero), Пера (Pera), Перица (Perica), Периша (Periša), Питер (Piter)
- 塞尔维亚-克罗地亚语：Петар (Petar), Перо (Pero)
- 西西里语：Pietru
- 西里西亞語：Pyjter, Piter
- 僧伽罗语：Peduru
- 斯洛伐克语：Peter, Petr
- 斯洛文尼亚语：Peter
- 西班牙语：Pedro
- 斯瓦希里语：Petero
- 瑞典語：Peter, Petter, Peder, Per, Pehr, Pär, Pelle, Pälle（注：《圣经》中彼得被译为"Petrus")
- 敘利亞語：ܦܛܪܘܣ (Peṭrus)
- 泰米尔语：Pethuru, Raayappar（在《圣经》中的用法）
- 泰卢固语：Peturu
- 泰语：ปีเตอร์ (Pitoer)
- 土耳其语：Petro, Petrus
- 乌克兰语：Петро (Petro), Пітер (Piter), Петрик (Petryk) (diminutive), Петрусь (Petrus') (diminutive)
- 乌尔都语：پیٹر
- 乌孜别克语：Piter
- 威尼斯語：Piero
- 越南语：Phêrô
- 沃罗语：Piitre
- 威尔士语：Pedr
- 西弗里斯語：Petrus
- 约鲁巴语：Peteru
- 祖鲁语：Petru

## 宗教人物
- 彼得，又称“使徒彼得”、“西门彼得”，《圣经》人物（也译“伯多禄”、“裴特若”）。

## 歷史人物
- 彼得大帝